# Hetty Blok
Henriëtte Adriana (Hetty) Blok (Arnhem, 6 januari 1920 – Amsterdam, 6 november 2012) was een Nederlands cabaretière, actrice en zangeres die vooral bekend werd door haar rol als Zuster Klivia in de serie Ja zuster, nee zuster van Annie M.G. Schmidt.

## Biografie
Hetty Blok was het enige kind van Jacobus Blok, spoorwegambtenaar, en Maria Jacoba Witte, telegrafiste. Ze groeide op in een streng gereformeerd gezin met Zeeuwse wortels.
Op haar zestiende ontdekte Hetty haar passie voor toneel tijdens een sketch op de meisjes-hbs, maar haar ouders wezen een opleiding aan de toneelschool af. Daarom volgde ze een opleiding aan het Instituut Schoevers, waar ze typ- en stenografietechnieken leerde. Deze opleiding maakte ze echter niet af. Eind jaren dertig werkte ze in een kantooromgeving om in haar levensonderhoud te voorzien. Tegelijkertijd volgde ze toneellessen bij de Duits-Joodse cabaretière Alice Dorell, die naar Nederland was gevlucht.
Hetty Blok volgde in 1942 een kleinkunstcursus bij de Nederlandsche Omroep, de nazistische radio-omroep tijdens de Tweede Wereldoorlog. Hoewel ze tot de "neutralen" onder de cursisten behoorde, trad ze herhaaldelijk op in nationaalsocialistische hoorspelen. Daarnaast nam ze, zowel actief als passief, deel aan de nazistische gezelligheidsbijeenkomsten voor het omroeppersoneel, de zogeheten Kameraadschapsavonden.
Na de Tweede Wereldoorlog speelde Hetty Blok in de cabaretvoorstellingen 't is Historisch (1948), Wij spelen pantomime (1949), Iene miene mutte (1949), 't Is mij een raadsel (1950) en het Boekenbalprogramma Een bloemlezing in prachtband (23 februari 1951) op teksten van onder anderen Wim Sonneveld, Annie M.G. Schmidt en Dick Swidde. Op 2 oktober 1951 werkte ze mee aan De Toverspiegel, het televisiespel dat Willy van Hemert had geschreven voor de allereerste rechtstreeks uitgezonden televisie-uitzending in Nederland. Tussen 1952 en 1958 vertolkte ze in het veertiendaagse hoorspel In Holland staat een huis, beter bekend als De familie Doorsnee, van Annie M.G. Schmidt de rol van de werkster Sjaantje waarmee ze landelijk zeer populair werd.
Hetty Blok werd waarschijnlijk het bekendst als de zingende zuster die het Rusthuis Klivia leidde aan de Primulastraat in Ja zuster, nee zuster, met bekend gebleven liedjes als Niet met de deuren slaan... ja zuster, nee zuster, M'n opa en Wil u een stekkie (van de fuchsia). Hetty Blok en Leen Jongewaard waren de acteurs met de beste zangkwaliteiten en zij namen dan ook in veel liedjes de solopartijen voor hun rekening. Tot 1998 trad Hetty Blok op met het soloprogramma Ziezo, dat een keuze bevatte uit de liedjes van Annie M.G. Schmidt.
Op 24 mei 2008 zong Hetty Blok, op 88-jarige leeftijd, begeleid door haar vaste pianist Bas Odijk, een reeks liedjes uit het werk van Annie M.G. Schmidt in de theaterzaal van de Openbare Bibliotheek Amsterdam als afsluiting van de "Annie M.G. Schmidt Week" aldaar. In diezelfde zaal werd op 25 januari 2010 bij de feestelijke officiële viering van haar negentigste verjaardag het boek Doe wat je 't liefste doet gepresenteerd, dat met foto's, een cd en een dvd een terugblik biedt op haar lange carrière. Naast haar werk als actrice en zangeres regisseerde ze onder anderen zanger Ron Mesland in diens travestierol van Hella Holland.
In het najaar van 2008 nam Hetty Blok een luisterboek (4 cd's) op met een door haar samengestelde selectie van verhalen van de Amsterdamse schrijfster Mary Dorna. In 2010 verscheen een luisterboek met sprookjes van haar hand die eerder, in 1980, onder de titel Het groene aapje door uitgeverij Tiebosch waren uitgegeven. Een tweede bundel sprookjes kwam in 1986 uit onder de titel Sprookjesversierboek.
Begin 2010 was zij te gast in De Wereld Draait Door, waar zij aan het eind, zittend aan tafel "Niet met de deuren slaan" zong. Het fragment werd vele malen op de Nederlandse televisie herhaald. Op 6 november 2010 was zij te gast bij Paul de Leeuw bij de viering van het 85-jarig bestaan van de VARA. Ook hier zong zij weer enkele bekende liedjes uit Ja zuster, nee zuster.
In 2011 was Hetty Blok te zien in een videoprojectie tijdens de voorstellingen van de musical Herinnert u zich deze nog?. Ze speelde hierin de ouder geworden zangeres met wie de hoofdpersoon uit het verhaal een relatie heeft.
Hetty Blok trouwde in 1953 met Gerard Wilhelmus Hendrikus Tiebosch (1919-1995), een theatertechnicus. Zij hadden een zoon. In 2012 overleed ze na een kort ziekbed. Ze werd begraven op Zorgvlied.

## Filmografie
- De toverspiegel (1951, televisie)

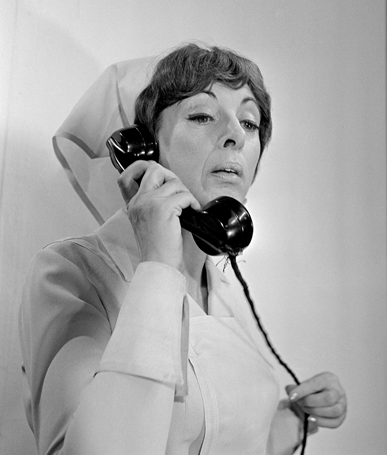
Hetty Blok als Zuster Klivia tijdens opnamen van Ja zuster, nee zuster in 1966.

- Sterren stralen overal (1953, speelfilm)
- Kermis in de regen (1962, speelfilm) - friettenthoudster
- Ja zuster, nee zuster (1966-1968, televisieserie) - zuster Klivia
- Kunt u mij de weg naar Hamelen vertellen, mijnheer? (1972, televisieserie) - heks Eefje Eenoog
- Geen paniek (1973, speelfilm) - tante Toetje Kluif
- De nieuwe koning (1977, toneelstuk) - koningin Gerda
- Brandende liefde (1983, speelfilm) - testament-executeur
- Mus (1993, televisieserie) - vrouw op bankje
- Zaanse nachten (1999, televisie)
- Oppassen!!! (1999, televisieserie, aflevering 'Oma') - oma van Piet van Vliet
- Ja Zuster, Nee Zuster (2002, speelfilm) - cameo als vrouw op bankje